# Spiczyn
Spiczyn è un comune rurale polacco del distretto di Łęczna, nel voivodato di Lublino.
Ricopre una superficie di 83,1 km² e nel 2004 contava 5 422 abitanti.